# Jongieux
Jongieux – miejscowość i gmina we Francji, w regionie Owernia-Rodan-Alpy, w departamencie Sabaudia.
Według danych na rok 1990 gminę zamieszkiwało 206 osób, a gęstość zaludnienia wynosiła 32 osób/km² (wśród 2880 gmin regionu Rodan-Alpy Jongieux plasuje się na 1421. miejscu pod względem liczby ludności, natomiast pod względem powierzchni na miejscu 1401.).